# Zuständigkeit der Finanzbehörden
Die Zuständigkeit der Finanzbehörden im deutschen Steuerrecht wird im Wesentlichen durch die Abgabenordnung (AO) bestimmt. Aus den dort oder in anderen Steuergesetzen normierten Regelungen zur behördlichen Zuständigkeit ergibt sich, welche Finanzbehörde im Einzelfall zum Verwaltungshandeln berechtigt oder verpflichtet ist, insbesondere welches Finanzamt den Steuerbescheid erlässt. Dort ist auch die Steuererklärung einzureichen.
Die Zuständigkeitsbestimmungen sind ferner von Bedeutung für die Abgrenzung, welchem Bundesland eine Ländersteuer zusteht, und bei der Berechnung des Anteils der Bundesländer an den Gemeinschaftsteuern Einkommensteuer und Körperschaftssteuer (Art. 107 Abs. 1 GG).
Unterschieden wird in sachliche und örtliche Zuständigkeit.

## Sachliche Zuständigkeit
Das Grundgesetz weist Steuerverwaltungsaufgaben allgemein den Bundes- oder Landesfinanzbehörden zu (Art. 108 GG, → Finanzverfassungsrecht); die Kommunalabgabengesetze der Bundesländer beauftragen die Gemeinden mit der Verwaltung von bestimmten Steuerarten. Welcher Behörde in sachlicher Hinsicht die Erledigung von Finanzverwaltungsaufgaben obliegt, ist im Finanzverwaltungsgesetz (FVG) festgelegt (§ 16 AO). Hierbei geht es nicht um die Frage, welches Finanzamt zuständig ist, sondern welcher Teil in der Gliederung der Finanzverwaltung.
Beispiele
1. Die Finanzämter sind sachlich zuständig für den Erlass von Einkommensteuerbescheiden, weil die Verwaltung der Einkommensteuer ihnen gebührt (§ 17 FVG). Dies schließt aus, dass eine andere Finanzbehörde, beispielsweise das Finanzministerium, einen Einkommensteuerbescheid erlassen darf.
2. Ein Bundesland hat in seinem Kommunalabgabengesetz geregelt, dass die Verwaltung der Realsteuern teilweise durch die Gemeinden erfolgen soll, und zwar deren Festsetzung und Erhebung. Für das bis Ende 2024 geltende mehrstufige Verwaltungsverfahren bei der Grundsteuer folgt daraus, dass für die Festsetzung der Einheitswerte und der Grundsteuermessbeträge die Finanzämter zuständig bleiben (§ 17 FVG); die Ausfertigung der Grundsteuerbescheide und die Steuerbeitreibung ist Aufgabe der Gemeindeverwaltungen.

## Örtliche Zuständigkeit der Finanzämter
Welches Finanzamt örtlich für die Besteuerung im Einzelfall zuständig ist, hängt von der Steuerart und anderen fallbezogenen Umständen ab. Vor allem bei Sachverhalten mit Auslandsbezug gibt es eine Vielzahl von Regelungen, die hier nicht aufgeführt sind. Häufig wird per Rechtsverordnung die örtliche Zuständigkeit einzelner Behörden zentral auf eine Behörde übertragen, z. B. bei der Grunderwerbsteuer. Hauptanwendungsfälle für inländische Steuerzahler und Unternehmen:

### Nach der Steuerart
| Einkommensteuer                | Wohnsitzfinanzamt: Bezirk des Finanzamts, in dem der Steuerpflichtige wohnt oder sich gewöhnlich aufhält (§ 19 Abs. 1 AO). Bei mehreren Wohnsitzen ist maßgebend der vorwiegend genutzte Wohnsitz, bei Verheirateten/Verpartnerten der Wohnsitz der Familie. |
| Körperschaftsteuer             | Geschäftsleitungsfinanzamt: Bezirk des Finanzamts, in dem sich die Geschäftsleitung der Körperschaft befindet (§ 20 Abs. 1 AO). |
| Umsatzsteuer                   | Unternehmensfinanzamt: Bezirk des Finanzamts, in dem ein Unternehmer sein Unternehmen betreibt (§ 21 Abs. 1 AO). |
| Steuermessbetrag Gewerbesteuer | Betriebsfinanzamt: Bezirk des Finanzamts, in dem sich die Geschäftsleitung des Betriebs befindet oder – bei Betrieben ohne Geschäftsleitung in Deutschland – die wirtschaftlich bedeutendste inländische Betriebsstätte (§ 22 Abs. 1 AO).                    |
| Steuermessbetrag Grundsteuer   | Lagefinanzamt: Bezirk des Finanzamts, in dem das Grundstück liegt (§ 22 Abs. 1 AO). |
| Lohnsteuer                     | Betriebsstättenfinanzamt: Bezirk des Finanzamts, in dem sich die lohnsteuerliche Betriebsstätte befindet (§ 41a Abs. 1 EStG). Das ist diejenige Betriebsstätte, wo der Arbeitslohn berechnet wird (§ 41 Abs. 2 EStG).                                        |
| Erbschaft-/Schenkungsteuer     | Wohnsitzfinanzamt: Bezirk des Finanzamts, in dem der Erblasser seinen Wohnsitz hatte oder sich gewöhnlich aufhielt bzw. der Schenker wohnt oder sich gewöhnlich aufhält (§ 35 ErbStG).                                                                       |
| Grunderwerbsteuer              | Lagefinanzamt: Bezirk des Finanzamts, in dem das Grundstück liegt (§ 17 GrEStG). |
| Rennwett- und Lotteriesteuer   | Bezirk des Finanzamts, in dem der Wohnsitz, gewöhnliche Aufenthalt, Ort der Geschäftsleitung oder Sitz des Steuerschuldners liegt (§ 15 RennwLottG). |

Beispiele
1. Die steuerpflichtige Frau Huber wohnt in Hamburg und arbeitet als Angestellte in Bremen.
Örtlich zuständiges Finanzamt für die Einkommensteuer ist das Finanzamt in Hamburg, weil Frau Huber ihren Wohnsitz dort innehat.
2. Frau Hehl ist Geschäftsführerin der ABC-GmbH, die ihre Geschäftsleitung in Augsburg hat.
Das Finanzamt in Augsburg ist örtlich für die Körperschaftssteuer der GmbH zuständig, da die ABC-GmbH ihre Geschäftsleitung im Bezirk des Finanzamtes Augsburg hat.

### Nach der Einkunfts-/Vermögensart bei gesonderten Feststellungen
| Einkünfte aus Land- und Forstwirtschaft gemäß § 13 EStG                                                                                          | Lagefinanzamt: Bezirk des Finanzamts, in dem der Betrieb liegt (§ 18 Abs. 1 Nr. 1 AO). |
| Einkünfte aus Gewerbebetrieb gemäß § 15 EStG | Betriebsfinanzamt: Bezirk des Finanzamts, in dem sich die Geschäftsleitung des Betriebs befindet oder – bei Betrieben ohne Geschäftsleitung in Deutschland – die wirtschaftlich bedeutendste inländische Betriebsstätte (§ 18 Abs. 1 Nr. 2 AO).                            |
| Einkünfte aus selbständiger Arbeit gemäß § 18 EStG                                                                                               | Tätigkeitsfinanzamt: Bezirk des Finanzamts, in dessen Bezirk die Tätigkeit ausgeübt wird (§ 18 Abs. 1 Nr. 3 AO). |
| andere Einkünfte, z. B. aus Kapitalvermögen gemäß § 20 EStG oder Vermietung und Verpachtung gemäß § 21 EStG, wenn sie mehreren Personen zustehen | Verwaltungsfinanzamt: Bezirk des Finanzamts, in dem der Ort liegt, von wo die Verwaltung der Einkünfte ausgeht oder wo sich der wertvollste Teil des Vermögens befindet, aus dem die Einkünfte fließen (§ 18 Abs. 1 Nr. 4 AO).                                             |
| Einheitswerte (ab 2022 Grundsteuerwerte) nach dem BewG                                                                                           | Lagefinanzamt: Bezirk des Finanzamts, in dem der land- oder forstwirtschaftliche Betrieb oder das Grundstück liegt (§ 18 Abs. 1 Nr. 1 AO). |
| Bedarfswerte nach dem BewG | Lagefinanzamt bei land- oder forstwirtschaftlichen Betrieben oder Grundstücken, Geschäftsleitungsfinanzamt bei Gewerbebetrieben und Kapitalgesellschaften, Tätigkeitsfinanzamt bei Freiberuflern, Verwaltungsfinanzamt bei Beteiligung an sonstigem Vermögen (§ 152 BewG). |

Beispiele
1. Steuerberater Maier wohnt in Berlin und betreibt in Potsdam eine eigene Steuerkanzlei.
Für die gesonderte Feststellung ist das Tätigkeitsfinanzamt in Potsdam örtlich zuständig, weil Herr Maier in dessen Bezirk als Freiberufler tätig ist.
2. Eine Erbengemeinschaft besitzt in Augsburg ein Mietshaus. Die Teilhaber wohnen in unterschiedlichen Städten in Bayern. Ein Immobilienbüro in Augsburg verwaltet das Mietshaus.
Das Verwaltungsfinanzamt in Augsburg ist örtlich zuständig für die gesonderte und einheitliche Feststellung der Einkünfte aus Vermietung und Verpachtung der Erbengemeinschaft, da von Augsburg aus der Grundbesitz verwaltet wird.

## Örtliche Zuständigkeit anderer Finanzbehörden/der Gemeinden
| Einfuhr- und Ausfuhrabgaben (insbes. Zölle und Einfuhrumsatzsteuer), Verbrauchsteuern | Hauptzollamt, in dessen Bezirk der Steuertatbestand verwirklicht wird, und zugleich das Hauptzollamt, in dessen Bezirk der Unternehmer sein Unternehmen betreibt (§ 23 AO). |
| Kraftfahrzeugsteuer                                                                   | Hauptzollamt, in dessen Bezirk die örtlich zuständige Zulassungsbehörde ihren Sitz hat (§ 1 KraftStDV).                                                                     |
| Luftverkehrsteuer                                                                     | Hauptzollamt, von dessen Bezirk aus der Unternehmer sein Luftverkehrsunternehmen betreibt (§ 3 LuftVStG).                                                                   |
| Gewerbesteuer                                                                         | Gemeindeverwaltung: hebeberechtigt ist die Gemeinde, auf deren Gebiet der Gewerbetreibende eine Betriebsstätte unterhält (§ 4 GewStG).                                      |
| Grundsteuer                                                                           | Gemeindeverwaltung: hebeberechtigt ist die Gemeinde, auf deren Gebiet der Grundbesitz liegt (§ 1 GrStG).                                                                    |
| andere Gemeindesteuern (z. B. Hundesteuer, Zweitwohnungsteuer)                        | Gemeindeverwaltung: Gemeinde, auf deren Gebiet der Steuertatbestand verwirklicht wird (nach der jeweiligen Steuersatzung).                                                  |
| Feuerschutzsteuer                                                                     | Bundeszentralamt für Steuern (§ 10 FeuerschStG) |
| Versicherungsteuer                                                                    | Bundeszentralamt für Steuern (§ 7a VersStG) |